# ان‌جی‌سی ۶۲۰
ان‌جی‌سی ۶۲۰ (انگلیسی: NGC 620) یک کهکشان مارپیچی است که در صورت فلکی آندرومدا در فاصله حدود ۱۲۳ میلیون سال نوری از کهکشان راه شیری قرار دارد و توسط ستاره‌شناس فرانسوی ادوارد استفان در سال ۱۸۷۱ میلادی کشف شد.